# Barrie Gavin

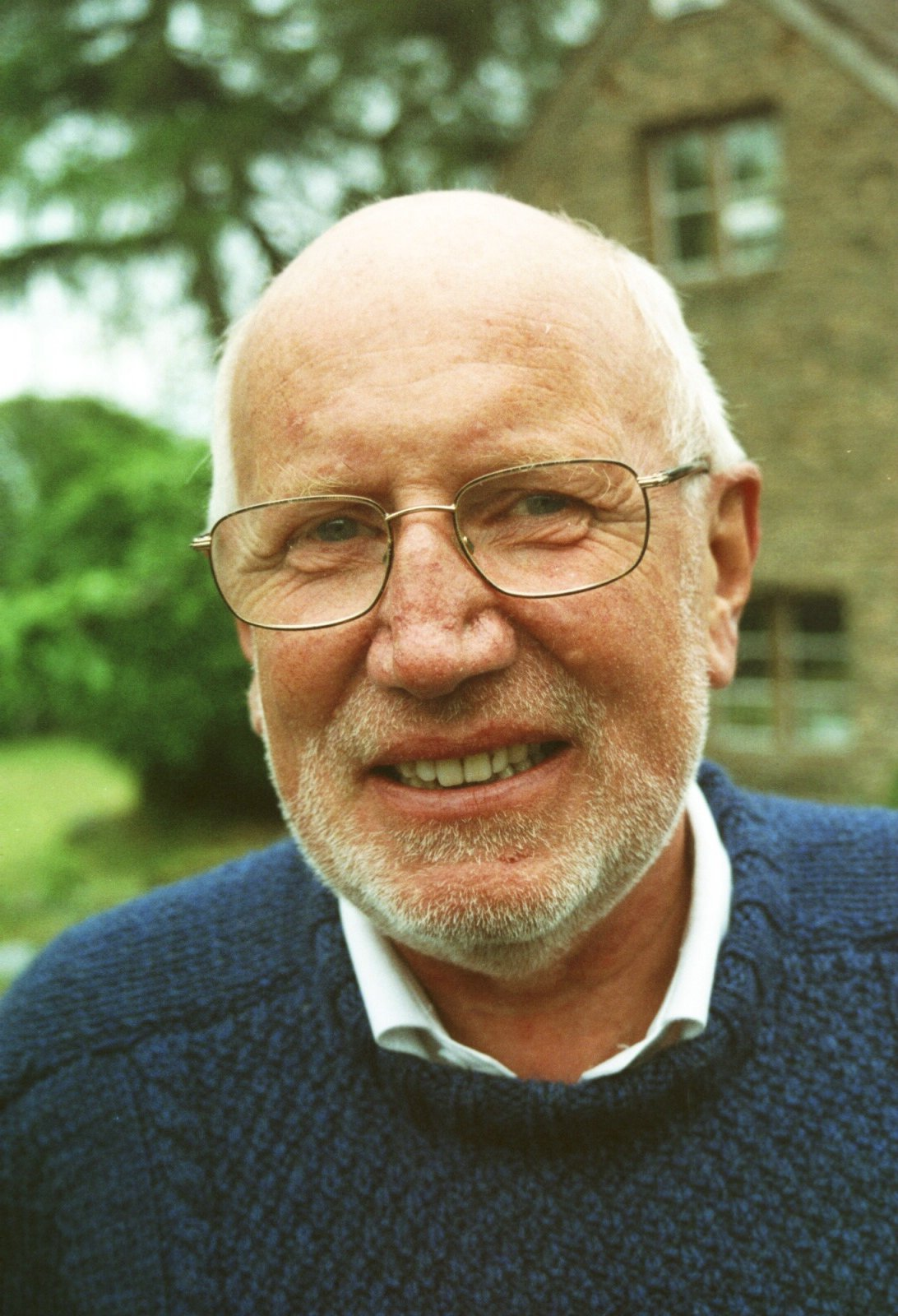
Barrie Gavin (2005)

Barrie Gavin (* 10. Juni 1935 in London; † 12. November 2024) war ein britischer Filmregisseur.

## Leben und Werk
Gavin begann 1961 bei der BBC als Assistent im Filmschnitt. Zwei Jahre später begann er als Regisseur von Dokumentationen vornehmlich über Musik zu arbeiten. Er produzierte in seiner Laufbahn fast 200 Dokumentarfilme, wobei er häufig mit Pierre Boulez und Simon Rattle, außerdem auch mit den Komponisten Karlheinz Stockhausen, Luciano Berio, Luigi Nono, Harrison Birtwistle, John Adams und anderen zusammenarbeitete.
1977 drehte er für den Hessischen Rundfunk einen Film über Kurt Weill. In den folgenden 25 Jahren arbeitete er überwiegend in Deutschland für den Hessischen Rundfunk, den Westdeutschen Rundfunk, den Südwestrundfunk und den Sender Freies Berlin. Daneben leitete er etwa 250 Fernsehübertragungen von Konzerten und Opernaufführungen in England, Deutschland und den USA. Er erhielt zahlreiche Preise bei Filmfestivals und 2008 einen Preis der International Confederation of Music Publishers.

## Filmographie
- All the Russias, 2002
- Between Two Worlds: Erich Wolfgang Korngold, 2001
- In Rehearsal: Christoph von Dohnányi with the Philharmonia Orchestra, 1998
- American Dream: Stephen Collins Foster und seine Zeit, 1997
- Leaving Home, 1996
- Peter Grimes, 1995
- The Fairy Queen, 1995
- Soviet Echoes, 1995
- Verdi, 1995
- Cleveland Plays the Proms, 1994
- Berlioz: Messe solennelle, 1993
- Benjamin Britten: War Requiem, 1993
- Georg Friedrich Händel: Messiah, 1992
- Mlada, 1992
- Hector Berlioz: Symphonie fantastique, 1991
- Carmen by Georges Bizet, 1991
- Opus 20 Modern Masterworks: Ernst Krenek, 1991
- Billy Budd, 1988
- Towards Antara, 1987
- Leonardo, 1987
- Crossover: Richard Rodney Bennett, 1987
- The Tenor Man's Story, 1985
- Guitarra, 1985
- Ernest Ansermet: Archives and Memories, 1985
- Ruddigore, 1982
- But Still We Sing, 1979
- The Lively Arts, 1977–79
- Robert Vas Film-maker, 1978
- A Line Through the Labyrinth, 1977[1]
- Scenes from a Geordie Ceilidh, 1976
- Omnibus, 1971–73
- Aquarius, 1972
- Music on 2, 1970
- Masterworks, 1966